# Project Elephant

Le Project Elephant (littéralement de l'anglais « projet éléphant ») est un projet gouvernemental indien lancé en 1992 et visant à protéger la sous-espèce indienne des éléphants d'Asie (Elephas maximus indicus).
Le projet vise à assurer la survie à long terme de population d'éléphants, identifiée comme viable, dans leur milieu naturel. Ce projet est actuellement mis en œuvre dans 13 États, à savoir, l'Andhra Pradesh, Arunachal Pradesh, Assam, Jharkhand, Karnataka, Kerala, Meghalaya, Nagaland, Orissa, Tamil Nadu, Uttarakhand, Uttar Pradesh et Bengale Occidental.
Une autre tâche du projet consiste à appuyer la recherche sur l'écologie des éléphants et leur gestion en établissant des corridors biologiques, en sensibilisant la population locale, en apportant des soins vétérinaires pour les éléphants en captivité.